# Tom Simpson
Pour les articles homonymes, voir Simpson.
Ne doit pas être confondu avec Tom Simpson (architecte de golf).
Thomas Simpson dit Tom Simpson, né le 30 novembre 1937 à Haswell (comté de Durham) et déclaré mort le 13 juillet 1967 à l’hôpital d’Avignon, des suites d’une insuffisance cardiaque causée par l'épuisement lors de l’ascension des pentes du mont Ventoux en France, est un coureur cycliste britannique (anglais).

## Biographie

### Jeunesse
Né à Haswell, dans le comté de Durham, Simpson est le benjamin des six enfants de Tom Simpson senior, un mineur, et de sa femme Alice. Après la Seconde Guerre mondiale, la famille de Simpson s’installe dans le nord du Nottinghamshire, à Harworth, un autre village minier, où Simpson grandit et où s’éveille son intérêt pour le cyclisme. Il fréquente l'école du village et plus tard le Worksop Technical College, avant de devenir en 1954 apprenti dessinateur dans une entreprise technologique de Retford.
En tant que cycliste, il est d'abord membre du Club cycliste de Harworth et des environs, puis de la Scala de Rotherham et, avant d’avoir vingt ans, il gagne déjà des épreuves locales. On lui conseille alors d'essayer le cyclisme sur piste et il se rend régulièrement au Stade Fallowfield de Manchester pour participer à des compétitions. Il remporte des médailles aux épreuves nationales de poursuite individuelle sur 4000 m. Alors qu’il n’a que 19 ans, il fait partie de l'équipe britannique de poursuite par équipe qui remporte une médaille de bronze aux Jeux de Melbourne en 1956. Deux ans plus tard, en 1958, il gagne une médaille d'argent en poursuite individuelle à Cardiff, aux jeux de l'Empire britannique et du Commonwealth.
En avril 1959, Simpson emménage à Saint-Brieuc où il est entraîné au COB par Robert Le Roux, qui sera également l’entraîneur de Bernard Hinault avant qu'il ne devienne professionnel. Il espère ainsi gagner assez de courses d’amateurs locales pour être remarqué par l'équipe cycliste professionnelle Saint-Raphaël.
Cette installation à l'étranger permet aussi à Simpson d’éviter de faire son service national. C’est à Saint-Brieuc qu'il rencontre Hélène Sherburn, qu’il épouse le 3 janvier 1960. Le couple a deux filles : Jane et Joann. Veuve, Helen se remarie avec le coureur britannique Barry Hoban.

### Carrière professionnelle
Il est le premier champion anglais de dimension internationale dans le sport cycliste. Il est sacré champion du monde en 1965 à Lasarte-Oria, au Pays basque espagnol. Il est également le premier Britannique à porter le maillot jaune dans le Tour de France. Il a à son palmarès quatre grandes classiques dont Milan-San Remo, à la suite duquel il est anobli par la reine Élisabeth II, en 1964.
Lors du Tour des Flandres 1961, le vent souffle tellement fort que la bannière indiquant la ligne d'arrivée s'envole. Tom Simpson se retrouve en face à face avec le champion italien, mieux connu, Nino Defilippis. Simpson, réputé moins rapide au sprint, accélère alors qu'il reste encore un kilomètre à parcourir. Parti de trop loin, il voit Defilippis passer devant lui sans difficulté. Simpson lutte pour rester au contact et repasse devant lorsque l'Italien se met en roue libre juste avant l'arrivée. Defilippis affirme qu'il ne savait pas où était l'arrivée car la bannière avait été soufflée par le vent, mais les deux coureurs avaient déjà parcouru deux tours du circuit final précédemment. Pour la même raison, la réclamation des Italiens n'aboutit pas. Defilippis demande alors à Simpson d'accepter une victoire ex æquo, arguant qu'aucun Italien n'avait remporté une classique depuis 1953. Ce à quoi Simpson répond : « qu'aucun Anglais n'en avait gagné une depuis 1896 ! ».
Il est introduit en 2009 au British Cycling Hall of Fame. Son neveu Matthew Gilmore fut aussi professionnel dans les années 1990-2000 et plusieurs fois médaillé lors des grands championnats sur piste pour le compte de la Belgique.

### Tour de France
Plus à l'aise dans les courses d'un jour ou les courses à étapes d'une semaine type Paris-Nice, Tom Simpson ne réussit jamais complètement dans le Tour de France qu'il disputa à 7 reprises. Il termina à la vingt-neuvième place de son premier Tour, effectué au sein de l'équipe de Grande-Bretagne en 1960 (neuvième de la 1re étape clm à Bruxelles, troisième de la 2e étape à Malo-les-bains et de la 15e à Gap). Sélectionné à nouveau en 1961 au sein de l'équipe britannique, il abandonna sur chute dès la 3e étape. Sélectionné en 1962 au sein de l'équipe Gitane-Leroux, il s'empara du maillot jaune à l'issue de la 12e étape à Saint-Gaudens. Il le perdit le lendemain lors de la montée contre-la-montre de Superbagnères, puis termina le Tour à la sixième place. Absent en 1963, il participa à nouveau au Tour en 1964 comme leader au sein de l'équipe Peugeot, finissant à la 14e place, après avoir terminé deuxième derrière Jacques Anquetil lors de la 9e étape, à Monaco. Toujours sociétaire de l'équipe Peugeot-BP, il abandonna lors de la 20e étape en 1965 (6e à Saint-Brieuc, 9e au Ventoux) et de la 17e étape en 1966. Porteur du maillot arc-en-ciel en 1966, il s'illustra en terminant deux fois deuxième lors de deux étapes consécutives, la 12e à Revel derrière Rudi Altig et la 13e à Sète derrière Georges Vandenberghe, en terminant à la 5e place du contre-la-monte de Vals-les-Bains, puis en s'échappant dans le Galibier lors de la 16e étape. Une chute sévère dans la descente du Galibier provoqua son abandon le lendemain. Leader de l'équipe britannique dans le Tour 1967, il avait terminé 7e à Roubaix (4e étape), 5e au Ballon d'Alsace (8e étape), 4e à Divonne-les-bains (9e étape) et 7e à Marseille (12e étape). Il était 7e au classement général, le 13 juillet au matin, au départ de la 13e étape Marseille-Carpentras par le mont Ventoux, qui lui fut fatale.

### Mort sur le Ventoux
Tom Simpson trouve la mort sur les pentes du mont Ventoux lors de la 13e étape du Tour de France 1967 (Marseille-Carpentras surnommée l'« étape de la soif »). La fatigue, la chaleur étouffante (35 °C), l'effort, la privation d'eau (le ravitaillement en course sera autorisé dans les années suivantes), la prise d'amphétamines sont les facteurs qui ont provoqué le dépassement des capacités thermorégulatrices du corps, provoquant un malaise et l'évanouissement du champion,. Il gît quarante minutes à même la caillasse après être sorti de la route avant de mourir dans l'hélicoptère pour Avignon. Selon le rapport d'autopsie, « la mort [...] est due à un collapsus cardiaque imputable à un syndrome d'épuisement dans l'installation duquel ont pu jouer certaines conditions atmosphériques défavorables (chaleur, anoxémie, humidité de l'air), un surmenage intense, l'usage de médicaments du type de ceux découverts sur la victime qui sont des substances dangereuses. À cet égard, les experts toxicologues confirment qu'il a été décelé dans le sang, les urines, le contenu gastrique et les viscères du défunt, une certaine quantité d'amphétamine et de méthylamphétamine, substances qui entrent dans la composition des produits pharmaceutiques retrouvés dans les vêtements de Simpson [...]. Les mêmes experts précisent que la dose d'amphétamine absorbée par Simpson n'a pu, à elle seule, déterminer sa mort ; qu'elle a pu, en revanche, l'entraîner à dépasser la limite de ses forces et, par là-même, favoriser l'apparition de certains troubles liés à son épuisement. »
Tom Simpson n'a jamais caché qu'il faisait du sport pour de l'argent. Multipliant les courses pour payer sa maison de Gand en Belgique où il s'est installé pour moins payer d'impôts, et pour sa seconde demeure en Corse, il prend des stimulants. Lors de ce tour, il s'est blessé à la jambe en chutant dans les Alpes. Souffrant, déprimant par peur d'abandonner, il mange peu depuis quelques étapes, ce qui accentue les effets des amphétamines retrouvées dans son maillot.
Dans l'étape du lendemain, à Sète, le peloton laissa la victoire à son coéquipier et ami Barry Hoban, qui épousa Mme Simpson quelques années plus tard.
Un an avant cet épisode dramatique du mont Ventoux, les coureurs du Tour de France avaient manifesté contre les premiers contrôles antidopage. Simpson avait d'ailleurs été un des rares coureurs à avouer la pratique dans le peloton en 1965. La mort de Simpson a « l'effet d'un électrochoc » et « [déclenche] la guerre contre le dopage ». À partir de 1968, des contrôles antidopage sont effectués à l'arrivée de chaque étape. À partir de cette édition également, le ravitaillement en course est autorisé.

## Palmarès sur route

### Carrière amateur
| - 1955 - Champion de Grande-Bretagne de la montagne juniors - Doncaster Central Road Race - Holbeck 25 Time Trial - Notts N.C.U. Circuit - 1956 - Chesterfield Spring Criterium - Scala Wheelers 25 Time Trial - Sheffield Atlas Road Race - 1957 - Champion de Grande-Bretagne de la montagne - Sheffield Phoenix 25 Time Trial | - 1958 - Monsal Head Hill Climb - 1959 - Circuit de l'Armel - Rennes-Fougères-Rennes (contre-la-montre) - 4e étape de l'Essor breton - 3e de l'Essor breton |  |

### Carrière professionnelle
| - 1959 - 4e et 5eb (contre-la-montre) étapes du Tour de l'Ouest - 4e du championnat du monde sur route - 1960 - Course de côte du mont Faron (contre-la-montre) - Classement général du Tour du Sud-Est - Polymultipliée bretonne - 3e de Menton-Gênes-Rome - 7e de la Flèche wallonne - 9e de Paris-Roubaix - 1961 - Tour des Flandres - 2e étape du Grand Prix de la Bicicleta Eibarresa - 2e de Menton-Gênes-Rome - 2e du Grand Prix du Parisien - 3e du Tour d'Aquitaine - 5e de Paris-Nice - 9e du championnat du monde sur route - 1962 - 2e de Paris-Nice - 2e de Paris-Saint-Étienne - 3e du Critérium des As - 5e du Tour des Flandres - 6e du Tour de France - 1963 - 1re étape du Tour du Var - Bordeaux-Paris - Manx Trophy - Roue d'Or (avec Rolf Wolfshohl) - Grand Prix du Parisien (contre-la-montre par équipes) - 2e de Gand-Wevelgem - 2e du Tour du Var - 2e de Paris-Bruxelles - 2e du Critérium des As - 2e de Paris-Tours - 3e du Tour des Flandres - 8e de Paris-Roubaix - 8e du championnat du monde sur route - 10e de la Flèche wallonne - 10e du Tour de Lombardie | - 1964 - Milan-San Remo - 5e étape du Circuit du Provençal - GP Corona - 2e de Kuurne-Bruxelles-Kuurne - 2e de la course de côte du mont Faron (contre-la-montre) - 3e du Trophée Baracchi (avec Rudi Altig) - 4e du championnat du monde sur route - 10e de Paris-Roubaix - 1965 - Champion du monde sur route - Londres-Holyhead - Tour de Lombardie - 3e du Circuit du Provençal - 3e de la Flèche wallonne - 3e de Bordeaux-Paris - 3e du Grand Prix du Midi libre - 6e de Paris-Roubaix - 10e de Liège-Bastogne-Liège - 1966 - 2e du Grand Prix du canton d'Argovie - 1967 - 5e étape du Tour de Sardaigne - Classement général de Paris-Nice - 5e et 16e étapes du Tour d'Espagne - Manx Trophy |  |

### Résultats sur les grands tours

#### Tour de France
7 participations :
- 1960 : 29e
- 1961 : abandon (3e étape)
- 1962 : 6e,  maillot jaune pendant 1 jour
- 1964 : 14e
- 1965 : abandon (20e étape)
- 1966 : abandon (17e étape)
- 1967 : décès sur le mont Ventoux (13e étape)

#### Tour d'Espagne
1 participation :
- 1967 : 33e, vainqueur des 5e et 16e étapes

## Palmarès sur piste
- 1956
  - 2e du championnat de Grande-Bretagne de poursuite amateurs
  -  Médaillé de bronze de la poursuite par équipes aux Jeux olympiques d'été de Melbourne (avec Donald Burgess, Michael Gambrill et John Geddes)
- 1958
  -  Champion de Grande-Bretagne de poursuite amateurs
  -  Médaillé d'argent de la poursuite aux Jeux du Commonwealth
  - 8e du championnat du monde de poursuite amateurs
- 1959
  - 4e du championnat du monde de poursuite
- 1962
  - 3e des Six Jours de Madrid (avec John Tressider)
- 1965
  - Six Jours de Bruxelles (avec Peter Post)
  - 2e des Six Jours de Gand (avec Peter Post)
- 1967
  - 2e des Six Jours d'Anvers (avec Leo Proost et Emile Severeyns)